# Цинъань
Цинъа́нь (кит. упр. 庆安, пиньинь Qìng'ān) — уезд городского округа Суйхуа провинции Хэйлунцзян (КНР).

## История
Когда-то здесь жил крестьянин Юй Цин (于清). Когда в конце XIX века здесь стали образовываться официальные структуры, то они стали использовать «Юйцин» в качестве географического названия, только использовали для записи омофоничные иероглифы 余庆. 29 января 1905 года был создан уезд Юйцин (余庆县).
После Синьхайской революции в связи с тем, что уезд с таким же названием существовал в провинции Гуйчжоу, уезд Юйцин провинции Хэйлунцзян был 5 февраля 1914 года переименован в уезд Цинчэн (庆城县).
В 1931 году Маньчжурия была оккупирована японскими войсками, а в 1932 году было образовано марионеточное государство Маньчжоу-го. 1 декабря 1934 года в Маньчжоу-го была создана провинция Биньцзян, в состав которой вошли эти земли. В 1939 году произошло изменение административно-территориального деления, и эти земли вошли в состав новой провинции Бэйань. 1 июля 1943 года уезд Цинчэн был объединён с уездом Тели (铁骊县) в уезд Цинъань.
В 1945 году Маньчжурия была освобождена Советской армией, и уезд Цинъань оказался в составе провинции Хэйлунцзян. В 1946 году из уезда Цинъань был вновь выделен уезд Тели. В 1947 году провинции Хэйлунцзян и Нэньцзян были объединены в «Объединённую провинцию Хэйлунцзян и Нэньцзян» (сокращённо — провинцию Хэйнэнь), однако вскоре разделены вновь.
В 1956 году решением Госсовета КНР был образован Специальный район Суйхуа и уезд вошёл в его состав. В 1958 году он был расформирован, и уезд был передан в состав Специального района Сунхуацзян (松花江专区). 6 сентября 1958 года уезд Тели был вновь присоединён к уезду Цинъань. 20 октября 1962 года уезд Тели был воссоздан вновь, написание его названия изменилось на 铁力县. В 1965 году Специальный район Сунхуацзян был переименован в Специальный район Суйхуа. Во время Культурной революции правительство Специального района Суйхуа в 1967 году было расформировано, а вместо него образован Революционный комитет; сам специальный район в это время трансформировался в Округ Суйхуа (绥化地区). В 1978 году Революционный комитет был преобразован в правительство округа. В 1999 году решением Госсовета КНР округ Суйхуа был преобразован в городской округ Суйхуа.

## Административное деление
Уезд Цинъань делится на 6 посёлков и 8 волостей.
| №  | Название    | Название (кит.) | Статус  | Население чел. (2010) | На карте                         |
| -- | ----------- | --------------- | ------- | --------------------- | -------------------------------- |
| 1  | Цинъань     | 庆安镇          | поселок | 116162                | 46°52′44″ с. ш. 127°30′16″ в. д. |
| 2  | Синьшэн     | 新胜乡          | волость | 31260                 | 46°45′31″ с. ш. 127°42′17″ в. д. |
| 3  | Фэншоу      | 丰收乡          | волость | 27497                 | 46°52′13″ с. ш. 127°34′48″ в. д. |
| 4  | Дало        | 大罗镇          | поселок | 22607                 | 46°37′28″ с. ш. 127°34′18″ в. д. |
| 5  | Цзюшэн      | 久胜镇          | поселок | 21999                 | 46°52′47″ с. ш. 127°23′00″ в. д. |
| 6  | Чжифу       | 致富乡          | волость | 20624                 | 46°59′28″ с. ш. 127°24′18″ в. д. |
| 7  | Цзяньминь   | 建民乡          | волость | 19216                 | 46°46′12″ с. ш. 127°33′14″ в. д. |
| 8  | Фачжань     | 发展乡          | волость | 18881                 | 47°05′13″ с. ш. 127°38′00″ в. д. |
| 9  | Пиньгань    | 平安镇          | поселок | 17591                 | 46°56′26″ с. ш. 127°38′57″ в. д. |
| 10 | Хуаньшэн    | 欢胜乡          | волость | 17544                 | 46°48′46″ с. ш. 127°19′08″ в. д. |
| 11 | Миньлэ      | 民乐镇          | поселок | 17484                 | 46°43′50″ с. ш. 127°25′15″ в. д. |
| 12 | Тунлэ       | 同乐乡          | волость | 17409                 | 47°03′26″ с. ш. 127°23′39″ в. д. |
| 13 | Циньлао     | 勤劳镇          | поселок | 17011                 | 47°02′02″ с. ш. 127°33′06″ в. д. |
| 14 | Цзюйбаошань | 巨宝山乡        | волость | 16088                 | 46°38′46″ с. ш. 127°30′20″ в. д. |

## Соседние административные единицы
Уезд Цинъань на юго-западе граничит с районом Бэйлинь, на северо-западе — с уездом Суйлин, на юге — с городом субпровинциального значения Харбин, на северо-востоке — с городским округом Ичунь.